# Aplogranit

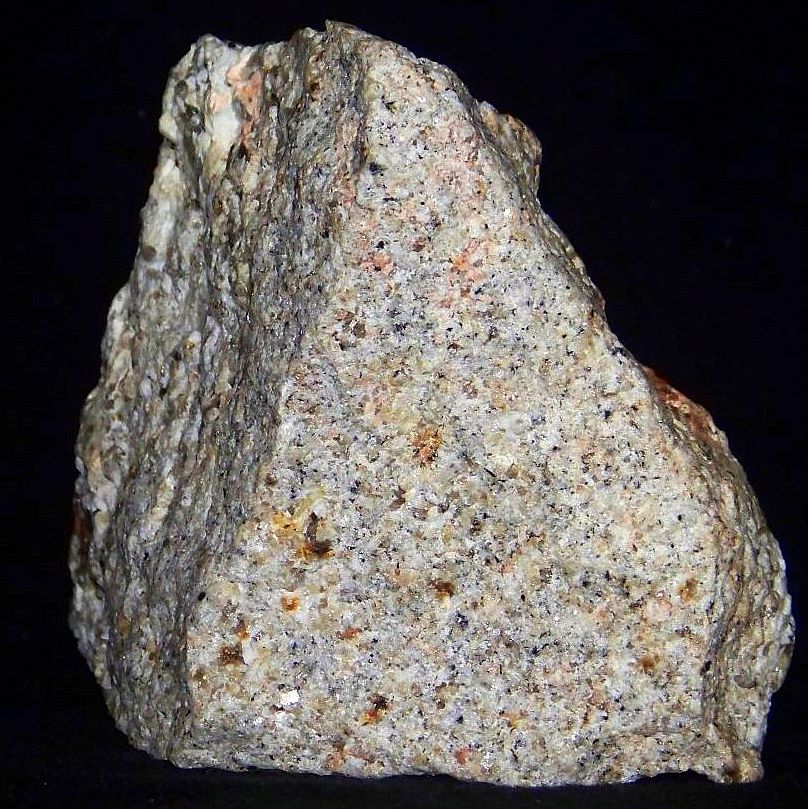
Aplogranit z kop. Izer-Granit w Szklarskiej Porębie

Aplogranit (alaskit) – kwaśna żyłowa skała plutoniczna, będąca drobnoziarnistą odmianą granitu, wyróżniająca się jasnym zabarwieniem. Nazwa nawiązuje do aplitu na skutek podobieństwa. Zawiera głównie skalenie alkaliczne oraz kwarc. Aplogranity ze Szklarskiej Poręby Huty zawierają bardzo dużo mineralizacji polimetalicznej i kruszcowej.